# ۳۶۰ درجه
۳۶۰ درجه فیلمی به کارگردانی و نویسندگی سام قریبیان و تهیه‌کنندگی فرامرز قریبیان محصول سال ۱۳۹۳ است. تیتراژ پایانی فیلم «۳۶۰ درجه» قطعه ای از رضا یزدانی با ترانه ای از اندیشه فولادوند به نام «آهنگ قدیمی» است.

## خلاصه داستان
پسر جوانی در آستانه ازدواج با همسرش درگیر یک ماجرای مواد مخدری می‌شود و به زندان می‌افتد. آزادشدن وی از زندان پس از سه سال سرآغاز اتفاقات زیادی است که پای پلیس و مافیای مواد مخدر را پیش می‌کشد.

## بازیگران
- میلاد کی‌مرام  در نقش جاوید
- امیر آقایی  در نقش پاترول
- بهاره رهنما  در نقش مرمر
- مسعود فروتن  در نقش بهرام سوپر _ دکتر
- بابک کریمی در نقش سرژیک
- پری‌ناز ایزدیار  در نقش مهتاب
- ناصر آقایی  در نقش مظفری _ مباشر
- حسین سلیمانی در نقش هدهد
- علیرضا آرا  در نقش چکمه پوش
- احسان کرمی  در نقش شاملو
- حامد مدرس  در نقش مدیر
- علیرضا رئیسی در نقش مأمور
- امیر وطن‌زاد در نقش مُتل دار
- رضا شریف‌نژاد در نقش آق سیروس
- میترا حجار  در نقش موسم
- رضا رویگری  در نقش زندانبان
- حبیب اسماعیلی  در نقش ظفر زعفرونی
- سام قریبیان  در نقش چپ دست
- فرامرز قریبیان  در نقش تدین